# Góis (freguesia)
Góis es una freguesia portuguesa del concelho de Góis, con 73,37 km² de superficie y 2.345 habitantes (2001). Su densidad de población es de 32,0 hab/km².